# Каширский, Михаил Иванович
Михаил Иванович Каширский (18 сентября 1924, Астрахань — 22 декабря 1990, Москва) — советский флейтист и музыкальный преподаватель. Заслуженный артист РСФСР (1976), профессор.

## Биография
Согласно воспоминаниям Каширского,

Автобиография довоенного и военного поколения людей очень схожа: учился в школе, играл в духовом оркестре Дворца Пионеров под руководством Волкова Михаила Васильевича. Война прервала все мечты. — Подал заявление добровольцем в Красную Армию, все мальчишки того времени рвались на фронт. Но дальше музвзвода Астраханского Авиационного технического училища меня не пустили. Вскоре и фронт приблизился — 200 километров от Астрахани Элиста, 400 км — Сталинград. Курсанты учились, а музыканты давали концерты в госпиталях, разгружали эшелоны с раненными, грузили снаряды для Фронта, нас часто и безнаказанно бомбили. И вот в конце 42-го и начале 43-го года Победа под Сталинградом. По левому берегу Волги лагеря для военнопленных. Через Иран, Каспийское море в дельту Волги стали прибывать огромные баржи помощи Советскому Союзу. Разгружали баржи военнопленные, а мы, музыканты, конвоировали их от лагеря до Волги и обратно. После войны часть нашу расформировали, и я перевёлся из Северо-Кавказского Военного округа в Московский, в Военно-Воздушную инженерную академию им. Жуковского в образцовый оркестр, начальник — полковник Иван Федосеевич Лысенко. Это замечательный музыкант и человек. Он разрешил учиться вначале в Музыкальном училище им. Гнесиных, а потом и в институте им. Гнесиных.

Окончил Государственный музыкально-педагогический институт имени Гнесиных (1952), класс профессора Н. И. Платонова.
С 1948 г. — солист оркестра Комитета кинематографии.
С 1952 года — солист, концертмейстер флейтовой группы, оркестра Большого театра Союза ССР. В составе оркестра записывал многие произведения золотого фонда мировой классической оперы. За 30 лет работы в Большом театре с гастролями объездил весь мир: Италия — театр Ла Скала, Франция — театр Гранд Опера, Австралия, Япония, Греция, Китай, Румыния, Венгрия, Австрия, Германия, Испания, Америка. Работал с такими дирижёрами, как Н. С. Голованов, А. Ш. Мелик-Пашаев, Ю. Ф. Файер, В. В. Небольсин, В. И. Сук, С. А. Самосуд, М. Л. Ростропович, Б. Э. Хайкин, Г. Н. Рождественский, Е. Ф. Светланов, М. Ф. Эрмлер.
С 1955 г. — преподаватель Института Военных дирижёров. С 1958 г. — преподаватель ГМПИ им. Гнесиных. С 1979 г. — доцент, с 1990 г. — профессор. Среди наиболее известных учеников — профессор Академии им. Гнесиных В. Л. Кудря, солист оркестра Музыкального театра им. К. С. Станиславского и В. И. Немирович-Данченко Е. Шклянко, солист Одесской филармонии А. Протас. Также преподавал в Московской средней специальной музыкальной школе имени Гнесиных.

« В Большом театре каждый дирижер имел свои спектакли и был один состав — вспоминает Михаил Иванович, — и чтобы войти в спектакль должен был подвернуться случай. Вот такой случай подвернулся. Заболел Ю. Г. Ягудин, надо было играть „с листа“ подряд два спектакля: „Аиду“ с Вишневской и Архиповой и „Войну и Мир“. Александр Шамильевич Мелик-Пашаев пригласил меня в дирижерскую комнату сел за рояль и со мной от „корки до корки“ прошел обе партии. При этом сказав: „И мне будет спокойно, голубчик, дирижировать и тебе играть“. Это изумительный музыкант и человек. Он потом меня ввел во все свои спектакли: „Кармен“, „Пиковую Даму“, „Борис Годунов“ и др.
Юрий Федорович Фаэр ввел меня во все свои балетные спектакли: „Раймонда“, „Лебединое озеро“,
„Спартак“, „Ромео и Джульетта“, „Каменный цветок“ и др. Со спектаклями Большого я объездил почти весь мир и нашу Великую страну.»
       «Кроме спектаклей Большого театра я принимал участие в концертах в Бетховенском зале,  в малом зале Консерватории с замечательной арфисткой, Народной артисткой СССР, Профессором Московской Консерватории Верой Георгиевной Дуловой. Она из за рубежа привозила ноты для арфы и флейты, и я участвовал в этих концертах. На Радио записаны: «Концерт для пяти инструментов»
Абселя, исполнители: В.Дулова, М.Каширский, и квартет Комитаса. Томази «Концерт для арфы, флейты и виолончели» исполнители: Вера Дулова, Михаил Каширский и Федор Лузанов. У меня есть и сольные записи на Радио: «Скерцо» Шишкова, Чайковский «Мелодия», Глиэр «Мелодия», Цыбин «Рассказ», 2 пьесы Раухвергера".
В 1976 г. в ознаменование 200—летия Большого театра был удостоен звания Заслуженного артиста РСФСР.
Член Союза Театральных деятелей РСФСР с 1962 г.
Умер в 1990 году. Похоронен на Востряковском кладбище.
В июне 2011 года в Москве прошёл I международный фестиваль-конкурс им. М. И. Каширского. В июне 2016 года в Москве прошёл 2 международный конкурс флейтистов им. М. И. Каширского.

## Награды
- Заслуженный артист РСФСР (1976).
- Солдат Каширский Михаил Иванович Указом Президиума Верховного Совета СССР от 22 февраля 1948 года награждён Юбилейной медалью «30 лет Советской армии и флота» от имени Президиума Верховного Совета СССР медаль вручена 30 апреля 1948 года.
- Каширский Михаил Иванович в соответствии с Указом Президиума Верховного Совета СССР от 7 мая 1965 года награждён Юбилейной медалью «Двадцать лет Победы в Великой Отечественной войне 1941—1945 гг.» От имени Президиума Верховного Совета СССР медаль вручена 28 февраля 1966 года.
- Каширский Михаил Иванович в соответствии с Указом Президиума Верховного Совета СССР от 25 апреля 1975 года награждён Юбилейной медалью «Тридцать лет Победы в Великой Отечественной войне 1941—1945 гг.» От имени Президиума Верховного Совета СССР медаль вручена 9 мая 1975 года
- В 1976 году выдан серебряный почётный знак «Большой театр СССР» № 293.
- Награждён медалью «Ветеран труда» за долголетний добросовестный труд от имени Президиума Верховного Совета СССР решением исполкома Московского городского Совета народных депутатов от 27 декабря 1984 г.

## Семья
- Жена — Каширская (Грабекина) Юлия Александровна, родилась 18 сентября 1930 года, город Москва. В 1944 году поступила в хореографическую студию при Государственном академическом ансамбле народного танца СССР и в 1949 году полный курс студии по специальности артиста народного танца. С 1947 по 1956 год работала в ГАНТе СССР. Была занята в основном репертуаре, исполняя различные по жанру танцы. С 1956 по 1959 гг. работала в Государственном Хореографическом ансамбля «Берёзка» в качестве артистки балета. С гастролями объёздила города СССР и зарубежья. Умерла 12 сентября 2005 года в городе Москве. Похоронена на Востряковсом кладбище.
  - Дочь — Каширская Людмила Михайловна — родилась в 20 апреля 1956 года в г. Москве.